# Шкала Чайлда-П'ю
У медицині, зокрема гастроентерології, шкала Чайлда-П'ю (або шкала Чайлд-Турко-Пью(правопис ПЬЮ?)[джерело?] або критерії Чайлда[джерело?]) використовується для оцінки прогнозу хронічних захворювань печінки, головним чином цирозу. Хоча спочатку вона використовувалась для прогнозування смертності під час операції, зараз вона використовується для визначення прогнозу, а також необхідної інтенсивності лікування та необхідності трансплантації печінки.

## Підрахунок
Шкала має п'ять клінічних показників захворювання печінки. Кожний показник оцінюється у 1–3 бали, 3 бали вказують на гірший стан.
| Показник                              | 1 бал    | 2 бали                                 | 3 бали                                       |
| ------------------------------------- | -------- | -------------------------------------- | -------------------------------------------- |
| Загальний білірубін, мкмоль/л (мг/дл) | <34 (<2) | 34–50 (2–3)                            | >50 (>3)                                     |
| Альбумін сироватки, г/дл              | > 3,5    | 2,8–3,5                                | <2,8                                         |
| Протромбіновий час, тривалість (сек)  | <4,0     | 4,0–6,0                                | >6,0                                         |
| МНВ                                   | <1,7     | 1,7–2,3                                | >2.3                                         |
| Асцит                                 | Немає    | Легкий (або пригнічений медикаментами) | Помірний до важкого (або стійкий до терапії) |
| Печінкова енцефалопатія               | Немає    | I - II клас                            | ІІІ – IV клас                                |

При первинному склерозуючому холангіті (PSC) та первинному біліарному холангіті (PBC) іноді використовують модифіковану шкалу Чайлд-П'ю, де показник білірубіну змінений, щоб відобразити факт, що ці захворювання мають високий рівень кон'югованого білірубіну. Верхня межа для 1 балу - 68 мкмоль/л (4 мг/дл), а верхня межа для 2 балів - 170 мкмоль/л (10 мг/дл).

### Мнемонічні правила англійською
«Pour INH Another Beer At Eleven»: PT, INR, Асцит, Білірубін, Альбумін, Енцефалопатія (Pour INH Another Beer At Eleven).
«PIA-BEA»: PT, INR, асцит, білірубін, енцефалопатія, альбумін.  
«ABCDE»: альбумін, білірубін, коагуляція (coagulation - INR), барабанний (drum) живіт (асцит), енцефалопатія.

## Інтерпретація
Згідно зі шкалою хронічну хворобу печінки класифікують за класами А-С, використовуючи суму балів показників, що описані вище.
| Бали  | Клас | Виживання протягом 1 року | Виживання протягом 2 років |
| ----- | ---- | ------------------------- | -------------------------- |
| 5–6   | A    | 100%                      | 85%                        |
| 7–9   | B    | 80%                       | 60%                        |
| 10–15 | C    | 45%                       | 35%                        |

## Суміжні шкали
- Шкала MELD
- Шкала MELD-Plus

## Історія
Хірург та експерт з портальної гіпертензії Чарльз Гарднер Чайлд (1908–1991) з Мічиганського університету вперше запропонував шкалу у 1964 р. у підручнику з хвороб печінки. Вона була модифікована П'ю та інш. у 1972 р. у доповіді про хірургічне лікування кровотеч з варикозних вен стравоходу. Вони замінили показник Чайлда щодо стану харчування на протромбіновий час або МНВ, і призначили оцінку у 1–3 бали для кожного показника.